# Viktor Fischer (Fußballspieler)
Viktor Gorridsen Fischer (* 9. Juni 1994 in Aarhus) ist ein ehemaliger dänischer Fußballspieler.

## Karriere

### Verein

#### Jugend und Aufstieg in den Herrenbereich in Dänemark und den Niederlanden
Viktor Fischer, dessen Großvater Poul Pedersen dänischer Fußballnationalspieler war, begann mit dem Fußballspielen in der Jugend von Aarhus GF. Von dort ging er in die Jugend des FC Midtjylland. 2011 wechselte er zu den Nachwuchsmannschaften von Ajax Amsterdam.
Sein Pflichtspieldebüt für die Profimannschaft von Ajax gab Fischer im Spiel um die Johan Cruijff Schaal gegen die PSV Eindhoven (Endstand 2:4). Er erzielte beim 4:2-Sieg am 11. November 2012 gegen PEC Zwolle seine ersten zwei Tore in der Liga. Fischer kam in dieser Saison noch für die A-Jugend und für die Reservemannschaft zum Einsatz, absolvierte für die Profis drei Einsätze in der UEFA Champions League, zwei Einsätze in der UEFA Europa League, vier Einsätze (zwei Tore) im KNVB-Beker und 23 Spiele (zehn Tore) in der Liga. Zum Saisonende stand der Gewinn der niederländischen Meisterschaft. Der Meistertitel wurde in der Folgesaison verteidigt, wobei Fischer das Saisonende und einen Großteil der der nächsten Saison wegen einer Oberschenkelverletzung verpasste. In der Saison 2015/16 kam Fischer wieder regelmäßig zum Einsatz.

#### FC Middlesbrough und 1. FSV Mainz 05
Im Sommer 2016 wechselte Fischer nach England zum Premier-League-Aufsteiger FC Middlesbrough und absolvierte 13 Einsätze, in der ihm lediglich drei Tore gelangen. Zum Saisonende stieg der Verein aus der Premier League ab.
Im Juni 2017 wechselte er zum 1. FSV Mainz 05. Sein Vertrag lief bis 2021. Am 12. August 2017 absolvierte Fischer beim 3:1-Sieg in der ersten Runde des DFB-Pokals im Auswärtsspiel gegen Regionalligist Lüneburger SK Hansa sein erstes Spiel für die Mainzer. Am 24. Oktober 2017 gelangen ihm beim 3:2-Sieg in der zweiten Runde gegen den Zweitligisten Holstein Kiel mit den Toren zum 1:0 und 2:1 seine einzigen zwei Pflichtspieltore.

#### FC Kopenhagen
Nach zehn Einsätzen in der Bundesliga und zwei Spielen (zwei Tore) im DFB-Pokal schloss er sich in der Winterpause 2017/18 bis 2022 dem FC Kopenhagen an. In Kopenhagen fand Fischer zu alter Stärke zurück und etablierte sich in der Offensive des Spitzenklubs aus der dänischen Hauptstadt. Mit sieben Toren und neun Vorlagen hatte er Anteil an der Qualifikation des FCK für die erste Qualifikationsrunde zur UEFA Europa League. Nachdem sich der FC Kopenhagen gegen den finnischen Vertreter Kuopion Palloseura, gegen den isländischen UMF Stjarnan, gegen ZSKA Sofia und gegen Atalanta Bergamo durchsetzen konnte, qualifizierte er sich für die Gruppenphase, nach der die Europa-Tournee beendet war. In der Qualifikation sowie in der Gruppenphase kam Fischer zu insgesamt sieben Einsätzen. Zum Ende der Saison 2018/19 wurde der FC Kopenhagen dänischer Meister, wobei der gebürtige Aarhuser zwischenzeitlich wegen einer Sprunggelenks- sowie wegen einer Muskelverletzung pausieren musste. Ungeachtet dessen blieb Fischer Stammspieler und trug mit neun Toren zum Titelgewinn bei. In der Saison 2019/20 blieb er lange Zeit Stammspieler, wurde gegen Ende der Saison aber von Verletzungen zurückgeworfen. Meister wurde in dieser Spielzeit der FC Midtjylland, in der Folgesaison wurde Kopenhagens Erzrivale Brøndby IF zum ersten Mal seit 2005 dänischer Meister.

#### Royal Antwerpen
Ende Juli 2021 wechselte Fischer nach Belgien zu Royal Antwerpen. In der größten belgischen Stadt unterschrieb er einen Vertrag für vier Saisons.
In der Saison 2021/22 bestritt er 18 von 39 möglichen Ligaspielen für Antwerpen, bei denen er drei Tore schoss, sowie fünf Spiele in der Europa League. Seit Mitte Januar 2022 fiel er bis zum Ende der Saison 2021/22 wegen einer Operation am Knöchel verletzt aus. In der neuen Saison bestritt er 7 von 23 möglichen Ligaspielen für Antwerpen sowie zwei Pokalspiele und drei Qualifikationsspiele in der Conference League.
Anfang Februar 2023 wurde er für die Saison 2023 an den schwedischen Verein AIK Solna ausgeliehen. Hier kam er zu Einsätzen in 8 von 12 möglichen Ligaspielen sowie vier Pokalspielen, in denen er zwei Tore schoss.
Nachdem Solna im Juni 2023 drängte, aufgrund fehlender Leistungen den Leihvertrag vorzeitig aufzulösen, entschloss sich Fischer infolge chronischer Verletzungsfolgen seine Karriere zu beenden.

### Nationalmannschaft
Fischer kam ab 2008 regelmäßig in Junioren-Auswahlmannschaften des dänischen Fußballverbandes zum Einsatz. Mit der U-17 verpasste Fischer 2009 die Qualifikation für die U-17-Europameisterschaft 2010. Im Verlauf der Qualifikation zur U-17-Europameisterschaft 2011 erzielte Fischer sieben Treffer (darunter fünf beim 7:0 gegen Litauen) und verhalf der dänischen U-17-Auswahl damit zur Teilnahme an der Endrunde. Beim Endrundenturnier erzielte er in der Gruppenphase zwei Treffer; im Halbfinale unterlag die dänische Mannschaft Deutschland mit 0:2. Die Technische Kommission der UEFA wählte Fischer als einen von sechs Angreifern in die Mannschaft des Turniers. Durch den Halbfinaleinzug qualifizierte sich die Mannschaft von Trainer Thomas Frank für die U-17-Weltmeisterschaft 2011. Im dortigen Turnier kam Fischer zu drei Einsätzen und einem Treffer. Die dänische U-17 belegte den letzten Tabellenplatz in der Vorrunde. Mit dem Ausscheiden endete Fischers Zugehörigkeit zur U-17, für die er in 30 Einsätzen 20 Tore erzielt hatte. Im Technischen Bericht des WM-Turniers wird Fischer als einziger Spieler seiner Mannschaft hervorgehoben und als „dribbelstarker offensiver Mittelfeldspieler mit gutem Passspiel und Torabschluss“ beschrieben.
Sein Debüt in der A-Nationalmannschaft gab er am 14. November 2012 im Spiel gegen die Türkei. Bei der Fußball-Weltmeisterschaft 2018 in Russland gehörte er zum dänischen Kader und wurde im dritten Gruppenspiel eingesetzt.

## Erfolge und Auszeichnungen
Ajax Amsterdam
- Niederländischer Meister: 2013, 2014
- Gewinner niederländischer Superpokal: 2013

FC Kopenhagen
- Dänischer Meister: 2018/19